# Sierra de Montesinho

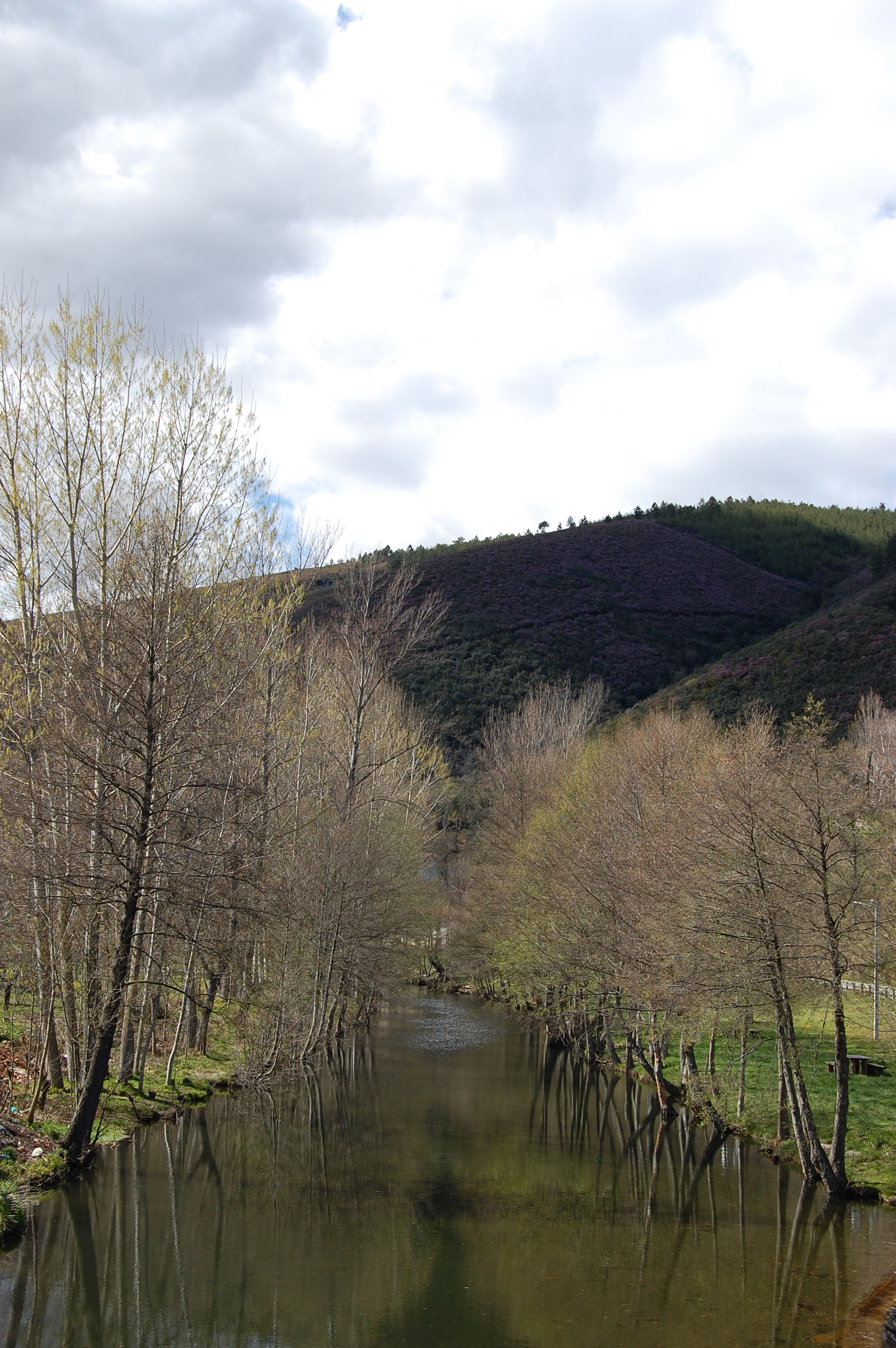
Paisaje de la freguesia de França.

La sierra de Montesinho es la cuarta mayor elevación de Portugal Continental, con 1486 m s. n. m. Se sitúa en el alto Trás-os-Montes, en los concelhos de Braganza y Vinhais. En esta sierra se ubica el parque natural de Montesinho.